# Myrtastrum rufopunctatum
Myrtastrum rufopunctatum är en myrtenväxtart som först beskrevs av Jean Armand Isidore Pancher, Adolphe-Théodore Brongniart och Jean Antoine Arthur Gris, och fick sitt nu gällande namn av Karl Ewald Maximilian Burret. Myrtastrum rufopunctatum ingår i släktet Myrtastrum och familjen myrtenväxter. Inga underarter finns listade i Catalogue of Life.